# Virginia (Vorname)
Virginia ist ein weiblicher Vorname.

## Herkunft und Bedeutung des Namens
Der altrömische Geschlechtername Verginius (neuere Schreibweise Virginius), dessen Bedeutung offen ist, lebt in diesem Vornamen fort. Im Lateinischen bedeuten die Eigenschaftsworte virgineus, virgina, virginum jungfräulich; virgo heißt übersetzt Jungfrau. Der Vorname lässt sich daher als die Jungfräuliche interpretieren.
Verginia, die Tochter des Decimus Verginius, wurde von ihrem Vater erstochen, um sie vor weiteren Nachstellungen des Appius Claudius zu bewahren. Diese tragische Geschichte lieferte bereits in der Antike Anlass zu schriftstellerischer und musikalischer Bearbeitung und war außerdem Vorlage für das bürgerliche Trauerspiel Emilia Galotti von Gotthold Ephraim Lessing.

## Varianten
- Ginga, Ginger, Ginny
- Die französische Form lautet Virginie.
- Die männliche Form Virginio ist vor allem in Italien anzutreffen.

## Namenstag
- 7. Januar – Hl. Virginia von Poitu
- 15. Dezember – Hl. Virginia Centurione Bracelli

## Bekannte Namensträgerinnen

### Virginia
- Virginia von Poitu, französische Hirtin und Patronin des Ortes Sainte-Verge im Department Deux-Sèvres
- Virginia Admiral (1915–2000), US-amerikanische Malerin und Dichterin, Mutter des Schauspielers Robert De Niro
- Virginia Apgar (1909–1974), US-amerikanische Ärztin
- Virginia Bocelli (2012), italienische Nachwuchssängerin
- Virginia Bruce (1910–1982), US-amerikanische Schauspielerin und Sängerin
- Virginia Centurione Bracelli (1587–1651), italienische Ordensgründerin und Heilige
- Virginia Cherrill (1908–1996), US-amerikanische Schauspielerin
- Virginia Eliza Clemm Poe (1822–1847), Cousine und Ehefrau des Schriftstellers Edgar Allan Poe
- Virginia Dare, 1587 erste in Amerika geborene Engländerin
- Virginia Davis (* 1956), US-amerikanische Filmschauspielerin, siehe Geena Davis
- Virginia Ernst (* 1991), österreichische Singer-Songwriterin und Eishockeyspielerin
- Virginia Fox (1902–1982), US-amerikanische Stummfilmschauspielerin
- Virginia Gamba (* 1954), argentinische Diplomatin
- Virginia Gardner (* 1995), US-amerikanische Schauspielerin
- Virginia Gilmore (1919–1986), US-amerikanische Schauspielerin
- Virginia Grace (1901–1994), US-amerikanische Archäologin
- Virginia Hall (1906–1982), US-amerikanische Geheimagentin während des Zweiten Weltkriegs
- Virginia Henderson (1897–1996), US-amerikanische Krankenschwester, Pflegetheoretikerin und Verfasserin von Pflegelehrbüchern
- Virginia Johnson (1925–2013), US-amerikanische Sexualforscherin
- Virginia Kirchberger (* 1993), österreichische Fußballspielerin
- Virginia Kravarioti (* 1984), griechische Regattaseglerin
- Virginia Leith (1925–2019), US-amerikanische Schauspielerin
- Virginia Madsen (* 1961), US-amerikanische Filmschauspielerin
- Virginia Mayo (1920–2005), US-amerikanische Filmschauspielerin
- Virginia Norwood (1927–2023), US-amerikanische Physikerin
- Virginia O’Hanlon (1889–1971), stellte als Kind der New York Sun die Frage „Gibt es einen Weihnachtsmann?“
- Virginia Phiri (* 1954), simbabwische Autorin
- Virginia Raggi (* 1978), italienische Rechtsanwältin und Politikerin der Partei Movimento 5 Stelle (M5S), seit 2016 Bürgermeisterin von Rom
- Virginia Raffaele (* 1980), italienische Komikerin und Schauspielerin
- Virginia Rappe (1891–1921), US-amerikanische Stummfilmschauspielerin
- Virginia Satir (1916–1988), US-amerikanische Psychotherapeutin
- Virginia Trimble (* 1943), US-amerikanische Astronomin
- Virginia Valli (1898–1968), US-amerikanische Schauspielerin
- Virginia Williams (* 1978), US-amerikanische Schauspielerin
- Virginia Woolf (1882–1941), englische Schriftstellerin
- Virginia Euwer Wolff (* 1937), US-amerikanische Schriftstellerin
- Virginia Yep (* 1960), peruanische Musikethnologin, Musikerin und Komponistin
- Virginia Zeani (1925–2023), rumänische Opernsängerin (Sopran)
- Virginia Zucchi (1849–1930), italienische Primaballerina und Pädagogin

### Virginie
- Virginie Ancelot (1792–1875), französische Schriftstellerin und Malerin
- Virginie Atger (* 1984), französische Reiterin
- Virginie Besson-Silla (* 1972), französische Filmproduzentin
- Virginie Cueff (* 1988), französische Radsportlerin
- Virginie Dedieu (* 1979), französische Synchronschwimmerin
- Virginie Déjazet (1798–1875), französische Schauspielerin
- Virginie Demont-Breton (1859–1935), französische Malerin
- Virginie Despentes (* 1969), französische Schriftstellerin und Regisseurin
- Virginie Efira (* 1977), belgische Schauspielerin und Moderatorin
- Virginie Faivre (* 1982), Schweizer Skisportlerin
- Virginie Gloum (* 1972), zentralafrikanische Leichtathletin (Langstrecken- und Marathonlauf)
- Virginie Griess-Traut (1814–1898), französische Feministin und Pazifistin
- Virginie Guyot (* 1976), französische Jagdfliegerin
- Virginie Henry (* 1979), französische Judoka
- Virginie Hériot (1890–1932), französische Navigatorin
- Virginie Joron (* 1973), französische Politikerin (RN)
- Virginie Jouve (* 1983), französische Triathletin
- Virginie Korte-van Hemel (1929–2014), niederländische Rechtsanwältin und Politikerin der Katholieke Volkspartij
- Virginie Ledoyen (* 1976), französische Schauspielerin
- Virginie Loveling (1836–1923), belgisch-flämische Schriftstellerin
- Virginie Pouchain (* 1980), französische Sängerin
- Virginie Razzano (* 1983), französische Tennisspielerin
- Virginie Rozière (* 1976), französische Politikerin
- Virginie Sarpaux (* 1977), französische Volleyball- und Beachvolleyballspielerin
- Virginie Viard (* 1962), französische Modedesignerin